# Colt Single Action Army
Модель 1873 года, армейский револьвер одинарного действия (англ. Colt Single Action Army, Model 1873, SAA), также известный под названиями Model P, Peacemaker (рус. Миротворец), M1873, Single Action Army, SAA, и Colt .45 — шестизарядный револьвер одинарного действия под унитарный патрон центрального воспламенения под дымный порох калибра .45 Colt (не путать с пистолетным патроном .45 ACP, появившимся спустя 33 года после данного). Colt Single Action Army был разработан компанией Colt’s Patent Firearms Manufacturing Company по требованию правительства США и после проверок и полевых испытаний, принят на вооружение армии США в качестве основного армейского табельного револьвера в 1873 году. Состоял на вооружении до 1892 года. Не является первым револьвером центрального воспламенения — раньше, в 1870 году, на вооружение Российской империи был принят 4,2-линейный револьвер системы Смита-Вессона калибра .44 Russian.

## Предыстория
После смерти Самуэля Кольта в 1860—70-х годах компания перешла вдове Элизабет Кольт. Для компании наступили непростые времена. В 1864 году оружейный завод Colt Armory был сильно повреждён после пожара, что приостановило большую часть производства оружия.

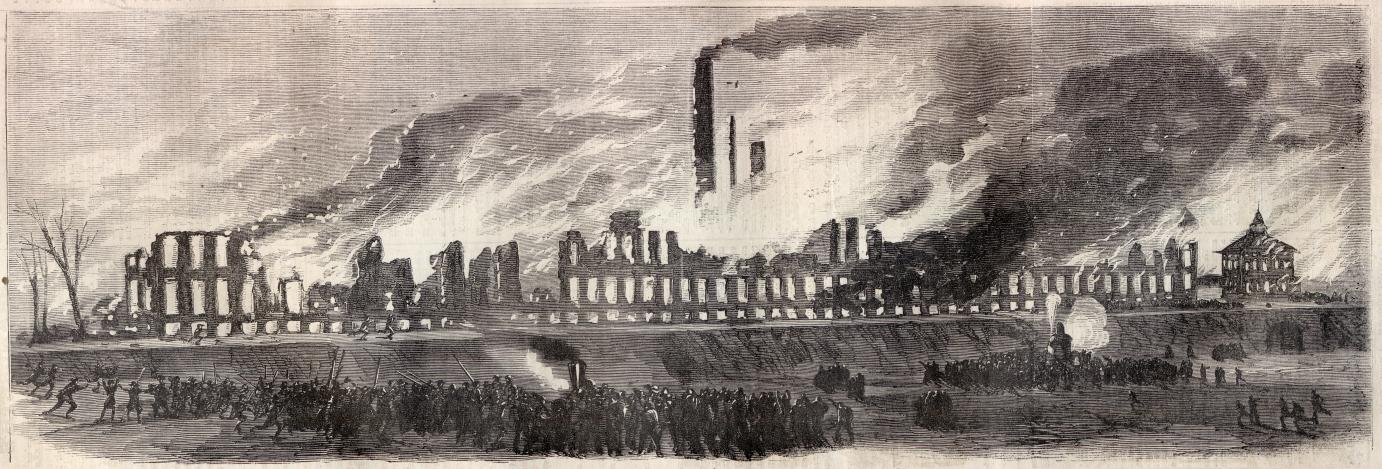
Разрушение восточного комплекса East Armory от огня в 1864 году

За пять лет до смерти Самуэля Кольта истёк срок генерального патента компании Colt. Ранее, ещё в 1852 году, сотрудник компании Colt, Роллин Уайт, предложил Самуэлю Кольту проект нового револьверного барабана под металлический патрон, конструкция которого подразумевала наличие сквозных камор, но Самуэль Кольт, по своей натуре дальновидный, не разглядел потенциал в данном проекте, такой револьвер показался ему непрактичным и он отказался от этого новшества. Позже в 1855 году Роллин Уайт, покинув Colt, запатентовал свою разработку. В то время разработчики компании Smith & Wesson как раз работали над созданием револьвера (Smith & Wesson Model 1) под металлический патрон кольцевого воспламенения и при разработке барабана обнаружили, что подобный патент уже закреплён за Роллином Уайтом. После истечения срока генерального патента фирмы Colt в 1857 году компания S&W приобретает исключительные права на патент Роллина Уайта на выгодных для себя условиях и начинает выпуск револьверов под унитарный патрон. Приобретая патент, S&W монополизировала рынок револьверов под металлический патрон на 12 лет, что, в свою очередь, отсрочило многим компаниям возможность создавать револьверы под металлический патрон. Colt ничего не оставалось, кроме как ждать истечения срока патента S&W и Роллина Уайта. Однако даже после истечения генерального патента S&W компания Colt проявила свою остроту в меньшей степени, чем обычно, возможно, из-за отсутствия твёрдой руки Самуэля Кольта, и упорно настаивала на конструкции с открытой рамкой, основанной на их более ранних моделях. Перед лицом разнообразных цельных и переломных конструкций рамок от их конкурентов это был особенно не предприимчивый шаг. Colt придерживалась старых конструкций в револьверах и поэтому несколько отставала от своих конкурентов. Повреждение завода в 1864 году также нанесло значительный ущерб компании. Всё это накладывало на компанию определённые трудности и привело к тому, что компания затянула с выпуском револьверов под унитарный патрон. Но благодаря Элизабет Кольт завод был восстановлен и улучшен — его сделали более огнезащитным, к тому же металлический патрон тогда был новшеством, которое нуждалось в доработке, так что капсюльные револьверы Colt всё ещё пользовались спросом. В то время Colt выпускала не только оружие, но и велосипеды, швейные машинки, печатные машинки и многое другое. Всё это помогло Colt реабилитироваться, и в 1869 году Элизабет обратилась к своим лучшим инженерам-конструкторам Уильяму Мэйсону и Чарльзу Ричардсу, которые начали работу над созданием револьвера под унитарный патрон. После истечения срока генерального патента Роллина Уайта и получения 19 сентября 1871 года патента на револьвер с цельной рамкой под патрон центрального воспламенения калибра .45 для Colt всё переменилось к лучшему. Это был первый револьвер под унитарный патрон, представленный компанией Colt.

## История
Выпуск этой модели последовал с небольшим перерывом за револьвером Open Top Rimfire Model 1872 (Модель 1872 года с открытой рамкой). Она была представлена армии в конце 1871 года, а после всесторонних и тщательных испытаний была принята на вооружение под названием Model 1873. Конструкция оружия была продумана и освобождена от недостатков, сочетая в себе черты всех предыдущих револьверов Colt. Устройство ударно-спускового механизма переняло некоторые особенности капсульных револьверов, включающее в себя усовершенствования, выполненные по требованию армии, а также учитывая особенности применения унитарных патронов с металлической гильзой. Так, был оставлен шомпол, он располагался под стволом и если в капсульных револьверах он предназначался для утрамбовки пуль, то теперь имел иную функцию — удаление стрелянных гильз, отсюда и название шомпол-выбрасыватель. Выпуск Colt SAA начался в 1873 году и продолжался до 1940 года. Всего было выпущено 357 859 экземпляров. В годы Второй мировой войны было собрано несколько десятков револьверов из имеющихся тогда деталей, а после этого последовал перерыв, который длился около десяти лет. И в 1955 году Colt снова возобновляет производство легендарного револьвера. Хоть этот револьвер был разработан специально для армии, он обрел популярность на Диком Западе среди ковбоев.
Colt SAA одно из немногих представителей огнестрельного оружия, которое выпускалось в течение столь длительного периода. Каждый новый коммерческий выпуск только увеличивал спрос на оружие. Этому револьверу подражали многие производители оружия, повторяли дизайн оружия во многих странах мира. Например, револьверы Ruger Single-Six, Ruger Vaquero и Ruger Blackhawk фирмы Sturm, Ruger & Co., и револьвер Beretta Stampede компании Beretta. Модное увлечение соревнованием по скоростному выхватыванию оружия с последующим выстрелом в 1950-х года повышало интерес на револьверы одинарного действия, выполненные в стиле western (см. ковбойская стрельба).

## Описание
Несмотря на свою популярность это был простой, но в то же время мощный и тяжёлый револьвер, представляющий собой сочетание конструкции прежних капсюльных револьверов Кольта — ударно-спусковой механизм, дизайн и конструкция рукоятки и частично курка, с более современной монолитной замкнутой рамкой и использованием унитарных патронов центрального боя.

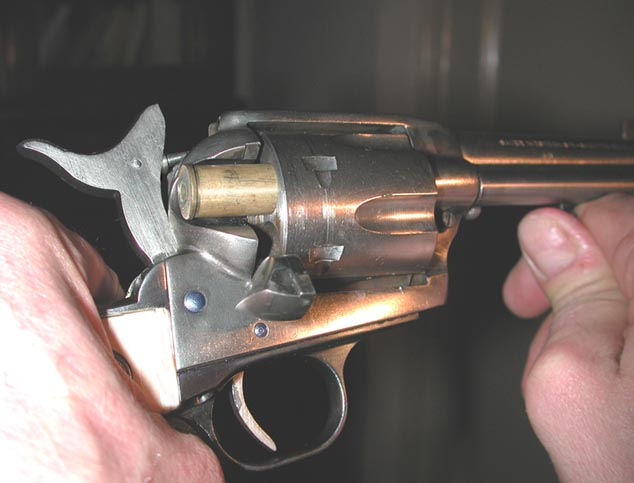
Перезарядка револьвера Colt SAA

 Такое техническое решение (удачное в технологическом плане, но не очень удачное конструктивно), видимо, было применено с целью использования для производства оружия того же заводского оборудования и оснастки, которое использовалась и для производства капсюльных моделей револьверов. На нижней поверхности цельной рамки, плавно перетекающей к рукоятке, располагается небольшая, плоская предохранительная скоба. Форма рукоятки оружия расширяется книзу, что делает её более эргономичной. Она достаточно низко посажена на рамку, за счет чего линия прицеливания выше держащей оружие руки.
Барабан заряжался, как правило, не полностью, а максимум пятью патронами, то есть одна камора, напротив ствола, должна была оставаться пустой, дабы избежать случайного выстрела. Так как это был револьвер с цельной рамкой, перезаряжание производилось через откидываемую вбок дверцу с правой стороны , — и так по одному патрону, но перед этим курок ставился на полувзвод, чтобы открылась сама дверца. Крупный курок, в котором крепился штифтом боёк, в спущенном положении почти полностью, за исключением спицы, скрывался в куполообразном щитке рамки. Изогнутый под большой палец удлинённый хвостовик был покрыт глубокой насечкой. К дульной части цилиндрического ствола, который крепился на резьбе в рамке, была припаяна полукруглая мушка. С правой стороны под стволом крепился пенал эжектора, в котором монтировался пружинный шомпол-выбрасыватель с кнопкой, имеющей вид шайбы, которую вскоре уменьшили, придав форму полумесяца.

### Внутреннее устройство
| cylinder with ratchet — барабан с храповиком   | Детали револьвера Colt SAA | hammer with hand — курок со спицей (с роликом)          |
| base pin — ось барабана                        | Детали револьвера Colt SAA | main spring — боевая пружина                            |
| base pin bushing — подвижная трубка            | Детали револьвера Colt SAA | cylinder locking bolt — стопор барабана                 |
| ejector tube — пенал выбрасывателя             | Детали револьвера Colt SAA | trigger — спусковой крючок                              |
| ejector with spring — выбрасыватель с пружиной | Детали револьвера Colt SAA | trigger/bolt spring — пружина спускового крючка/стопора |

## Модификации

### Colt Buntline
Бантлайн (англ. Buntline) — револьвер системы Кольта на основе знаменитого «миротворца», получил название от псевдонима американского писателя Неда Бантлайна (настоящее имя Эдвард Джадсон, 1823—1886).
«Бантлайн спешиал» (The Buntline Special). Этот револьвер — фактически модель 1873 года с чрезвычайно длинным стволом — пользуется широкой известностью, которую, откровенно говоря, он ничем не заслужил. Название это появилось после того, как в конце 70-х годов XIX столетия некий Эдвард Джадсон, писавший в бульварных листках под псевдонимом Нед Бантлайн, якобы заказал «Кольту» пять револьверов подобного типа. Впоследствии его именем стали называть и немногочисленные револьверы, выпущенные по специальному заказу между 1878 и 1884 гг. Все они имели длину ствола 10, 12 или 16 дюймов, снабжались прикладом и откидным прицелом.
Судя по документам фабрики-производителя, таких револьверов было выпущено всего 18 штук, причем стволы большинства из них были в первые же годы обрезаны владельцами до нормальной длины. Поэтому особенно любопытно выглядят непроверенные сведения, согласно которым в 1958 и затем в 1970-х годах было выпущено ограниченное число револьверов 1873 года со стволами длиной 12 и 16 дюймов.(по материалам фирмы COLTMFGCO).

## В массовой культуре

### В мире

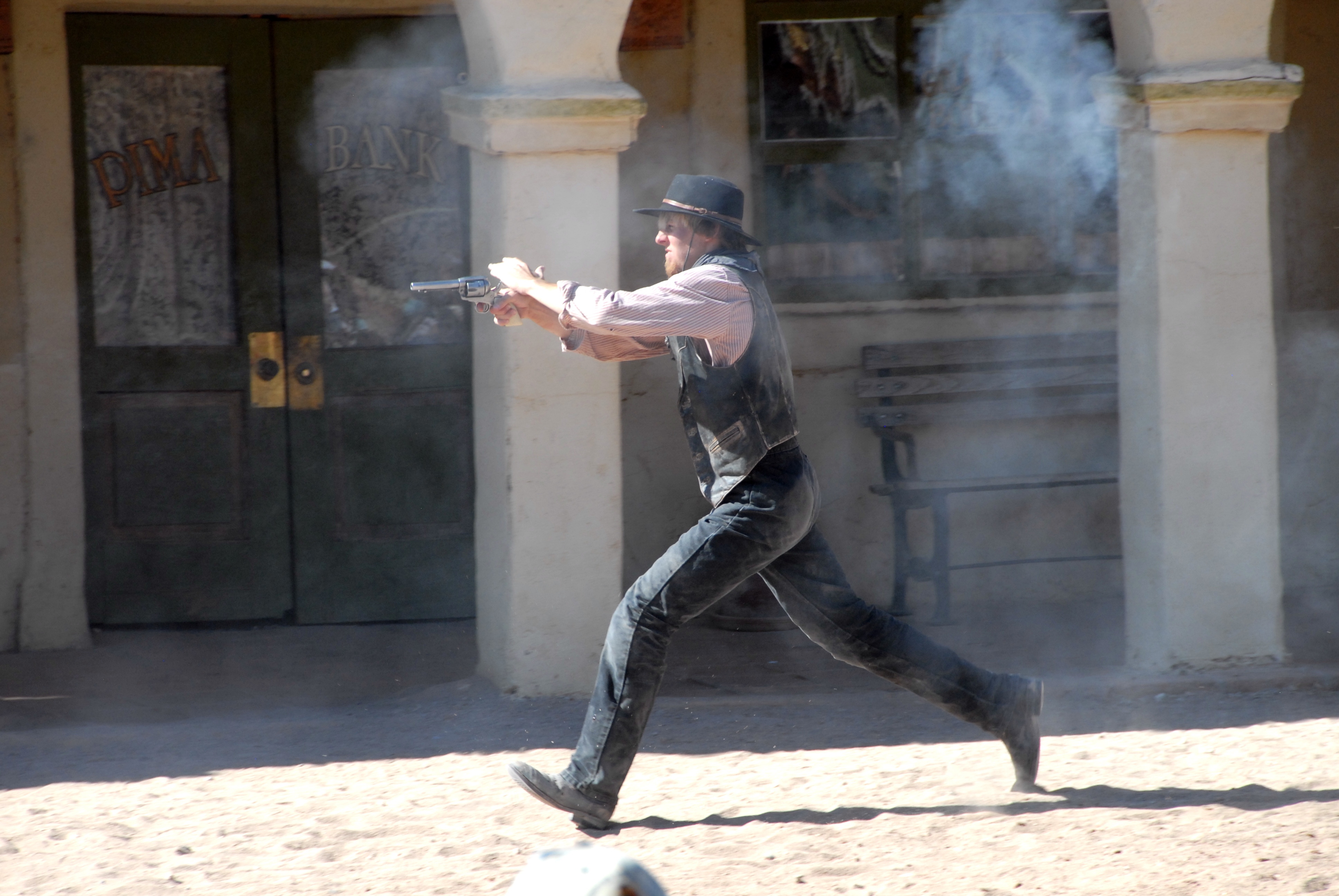
Ковбойская стрельба

В Америке проходят конкурсы по ковбойской стрельбе, в которой часто используется револьвер Миротворец.

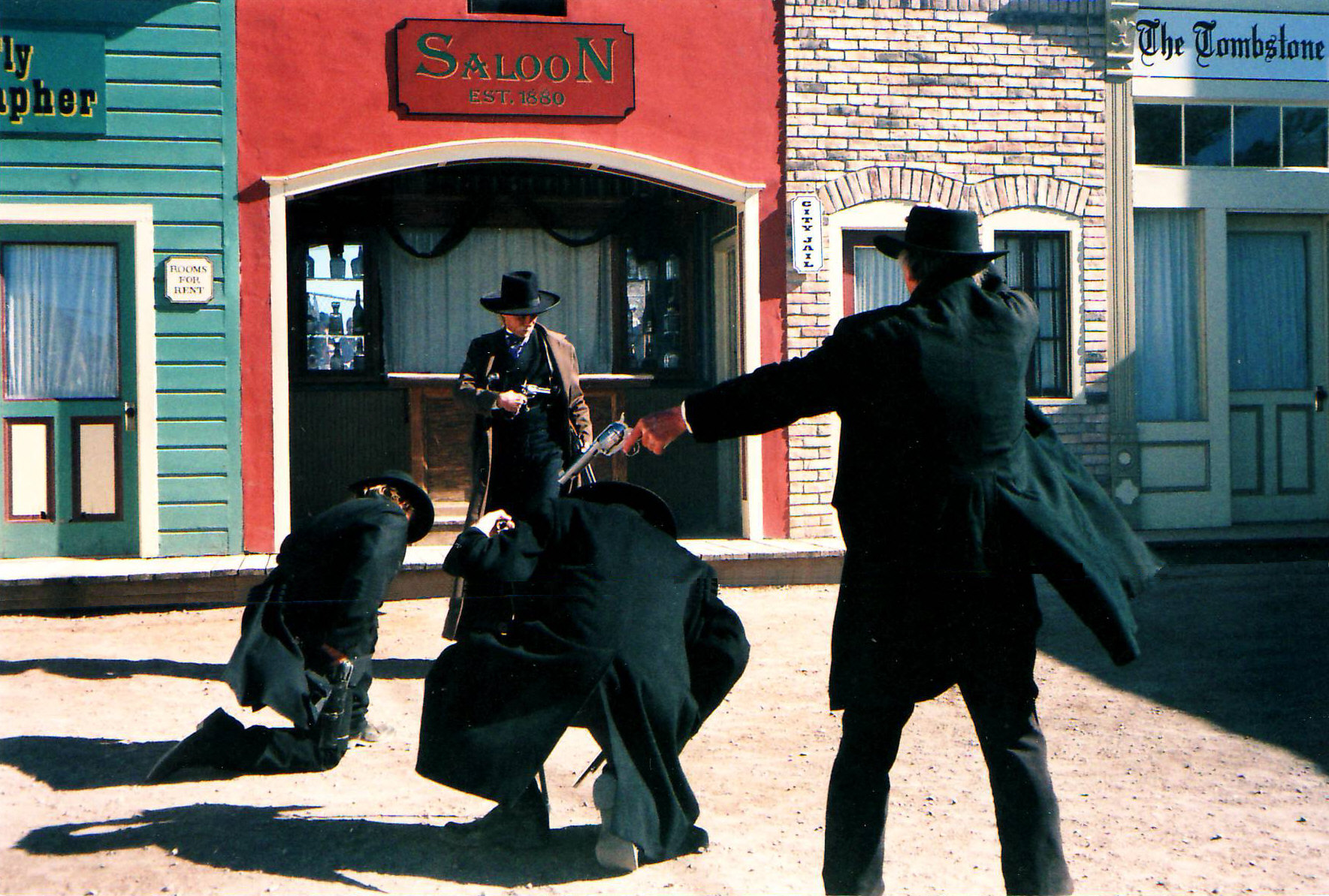
Реконструкция перестрелки

В известной перестрелке у корраля О-Кей на Диком Западе, в которой участвовал известный шериф Уайетт Эрп, многие ковбои были вооружены Colt SAA. Позже эта перестрелка легла в основу многих вестернов, где также встречается данный револьвер.

### В фильмах
Данный револьвер появляется практически во всех вестернах. Некоторые из них:
- Моя дорогая Клементина (1946)
- Красная река (1948)
- Она носила жёлтую ленту (1949)
- Ровно в полдень (1952)
- Великолепная семёрка (1960)
- Индиана Джонс и последний крестовый поход (1989)
- Назад в будущее 3 — фантастическая комедия в стиле вестерн, в которой многие ковбои вооружены Миротворцем.
- Непрощённый (1992)
- Тумстоун: Легенда Дикого Запада (1993) — вестерн, в котором хорошо представлена перестрелка у корраля О-Кей.
- Уайетт Эрп (1994) — кинофильм-вестерн о легендарном шерифе Уайетте Эрпе.
- Легенды осени (1994)
- Быстрый и мёртвый (1994) — вестерн, в котором главная героиня Эллен, в исполнении Шэрон Стоун, была вооружена револьвером Colt SAA с рукояткой, выполненной из слоновой кости.
- Дикий Билл (1995) — вестерн, фильм-биография об американском герое Дикого Запада Джеймсе Батлере Хикоке, более известного под прозвищем Дикий Билл Хикок (англ. Wild Bill Hickok).
- Мертвец (1995) — мистический фильм-вестерн, в котором главный герой Уильям Блейк в исполнении Джонни Деппа был вооружён Colt SAA.
- Затойчи (2003) — японский кинофильм Такэси Китано.
- Поезд на Юму (2007) — боевик-вестерн, ремейк фильма В 3:10 на Юму (1957). Оружие Бен Уэйд (Рассел Кроу) — Colt SAA.
- Сукияки Вестерн Джанго (2007) — японский вестерн.
- Как трусливый Роберт Форд убил Джесси Джеймса (2007) — биографический вестерн о легендарном Джесси Джеймсе, известном под прозвищем «Дингус» — Робин Гуд Дикого Запада.
- Аппалуза (2008) — вестерн, боевик.
- Железная хватка (2010) — драма, приключения, вестерн.
- Омерзительная восьмёрка (2015) — детективный вестерн об охотниках за головами, многие из которых вооружены Colt SAA.
- Великолепная семёрка (2016) — вестерн, ремейк одноимённого фильма 1960 года.

### В играх (компьютерных)
- С реальным функционированием 3D модели Colt Single Action Army можно ознакомиться в оружейном симуляторе-игре «World of Guns: Gun Disassembly».
- В Resident Evil 2 (под названием Colt SAA) доступен Клэр, при нахождении ключа от шкафчика с одеждой. В Ремейке называется "Quickdraw Army".
- В серии компьютерных игр Metal Gear Solid один из главных героев, Оцелот, использует данный револьвер в качестве личного оружия.
- В серии компьютерных игр Desperados один из основных персонажей, Артур "Док" Маккой использует и упоминает в качестве своего оружия "Кольт Бантлайн Спешиал".
- Револьвер является с самого начала доступным основным оружием протагониста в игре Red Dead Redemption и Red Dead Redemption 2.
- Данный револьвер присутствует в игре Fallout New Vegas под названием .357 Magnum Revolver.
- Также присутствует как секретное оружие в Battlefield 1 под названием Peacekeeper (миротворец)
- В компьютерной игре Payday 2 доступен вместе с The Butcher's Western Pack под названием Peacemaker .45
- В компьютерной игре Hunt: Showdown под названием Caldwell Pax.